# Maironis-Museum

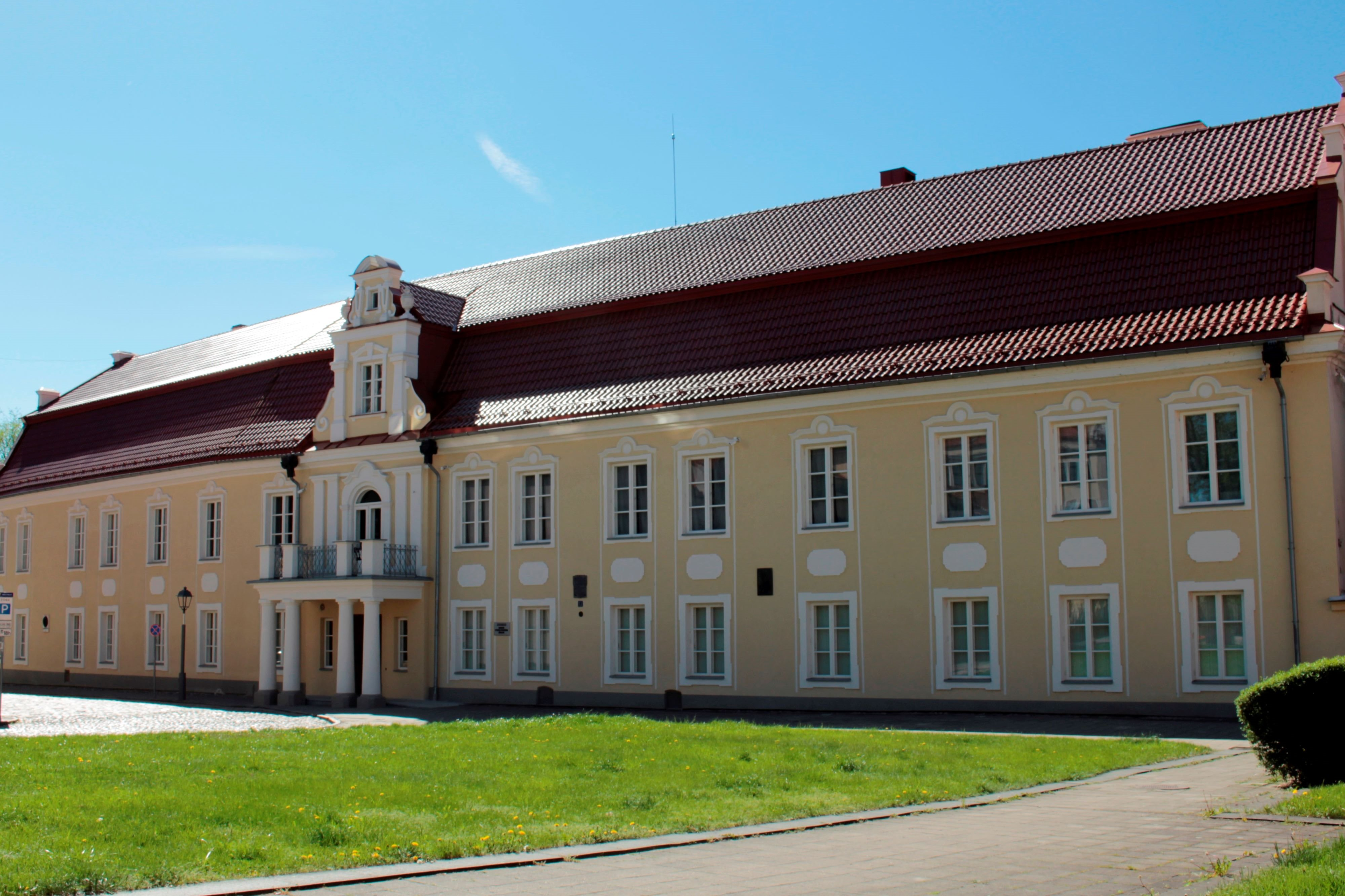
"Maironis-Museum"

Das Maironis-Museum (litauisch Maironio lietuvių literatūros muziejus) in Kaunas ist das zentrale Literaturmuseum Litauens. Es sammelt und bewahrt die Zeugnisse der litauischen Literatur von ihren Anfängen bis zur Gegenwart.

## Geschichte
Das Museum wurde 1936 im Haus des litauischen Nationaldichters Maironis (1862–1932) gegründet, um dessen literarischen Nachlass dauerhaft zu bewahren. Seit 1941 werden auch die Nachlässe anderer litauischer Autoren gesammelt. Inzwischen umfassen die Bestände etwa 600 Sammlungen zu einzelnen Autoren.
Die Dauerausstellung befindet sich in einem Palais des 18. Jahrhunderts. Wichtigster Bestandteil ist die 1992 eingerichtete Jonas-Mačiulis-Maironis-Gedenkstätte. In acht Räumen wurde die frühere Wohnung des Dichters und katholischen Geistlichen mit originalen Möbeln und Einrichtungsgegenständen rekonstruiert. Eine weitere Dauerausstellung im Museum präsentiert die Geschichte der litauischen Literatur, angefangen von der mündlichen Erzähltradition, über die Entstehung der litauischen Nationalliteratur Ende des 19. Jahrhunderts, bis hin zur gegenwärtigen Literatur im heutigen Litauen. In einer Ausstellung zur Exilliteratur („Weggegangen, um zurückzukehren“) werden die literarischen Aktivitäten litauischer Autoren im Ausland von 1944 bis heute dargestellt.
Das Museum besitzt außerdem mehrere Zweigstellen in Kaunas: ein Museum für Kinderliteratur, die Salomėja-Nėris-Gedenkstätte mit einer Dauerausstellung zu Leben und Werk der Dichterin Salomėja Nėris (1904–1945), die Juozas-Tumas-Vaižgantas-Gedenkstätte in der früheren Wohnung von Juozas Tumas-Vaižgantas (1869–1933), sowie das Balys-und-Vanda-Sruogos-Haus mit einer Dauerausstellung zu Leben und Werk des Ehepaars Sruoga (1896–1947), und schließlich die Juozas-Grušas-Gedenkstätte, in der Manuskripte, Dokumente, Publikationen und persönliche Gegenstände dieses Schriftstellers (1901–1986) bewahrt werden.

## Direktoren
- 1936–1940 Jonas Balys
- 1940–1945 Bernardas Brazdžionis
- 1945–1951 Antanas Busilas
- 1951–1970 Juozas Kulikauskas
- 1970–1981 Marija Macijauskienė
- 1985–1989 A. Lauraitis
- 1989–2019 Aldona Ruseckaitė
- seit 2019 Deimantė Cibulskienė